# Iida (Nagano)
Iida (飯田市 Iida-shi?) es una ciudad localizada en la prefectura de Nagano, Japón. En marzo de 2019 tenía una población de 101.536 habitantes y una densidad de población de 150 personas por km². Su área total es de 658,66 km².

## Geografía

### Municipios circundantes
- Prefectura de Nagano
  - Distrito de Kamiina: Iijima
  - Distrito de Shimoina: Matsukawa, Takamori, Achi, Shimojo, Yasuoka, Tenryū, Takagi, Toyooka, Ōshika
  - Distrito de Kiso: Nagiso, Ōkuwa
- Prefectura de Shizuoka
  - Shizuoka: Aoi-ku
  - Hamamatsu
  - Distrito de Haibara: Kawanehon

## Demografía
Según datos del censo japonés, la población de Iida ha aumentado rápidamente en los últimos 40 años.
| Año del censo | Población |
| ------------- | --------- |
| 1970          | 104.789   |
| 1980          | 109.465   |
| 1990          | 110.402   |
| 2000          | 110.589   |
| 2010          | 105.364   |